# オーウェン・マーフィー
オーウェン・マーフィー（Owen Murphy, 2003年9月23日 - ）は、アメリカ合衆国イリノイ州シカゴ出身のプロ野球選手（投手、内野手）。右投右打。

## 経歴
リバーサイド・ブルックフィールド高校では、投手と遊撃手としてプレーし 、アメリカンフットボールのクォーターバックやワイドレシーバーも務めた。
2021年は、投手として6勝1敗、防御率0.33、打者として9本塁打を放った。
2022年は、投手として9勝0敗、防御率0.12、打者として本塁打15本の成績を残し、イリノイ州ゲータレードの最優秀選手に選ばれた  。
2022年のMLBドラフトでアトランタ・ブレーブスから1巡目（全体20位）指名を受けた。

## 選手としての特徴
最速96マイル（約154キロ）の速球と質の高いスライダー、カーブ、カットボールを持つ。